# Dagmar Norell
Dagmar Ingeborg Norell, född 14 januari 1917 i Söderhamns församling i Gävleborgs län, död 28 mars 1996 i Sofia församling i Stockholm, var en svensk läkare, skulptör och keramiker.
Efter studentexamen i Söderhamn 1936 blev Norell medicine kandidat i Stockholm 1939 och medicine licentiat där 1944. Hon var assistentläkare på Södersjukhuset 1944, tillförordnad underläkare på Karolinska sjukhusets psykiatriska klinik 1945–1946, på Södersjukhuset 1946, tillförordnad extra ordinarie andre läkare på Långholmens centralfängelses sinnessjukavdelning 1946–1947, tillförordnad underläkare på Serafimerlasarettets neurologiska klinik 1946 och 1948 och på Beckomberga sjukhus 1948. Hon studerade i USA 1948–1950, var chef för Nur Manzil Psychiatric Centre i Lucknow, Indien, 1950–1956 och studerade psykoanalys i Zürich 1956–1960. Hon var specialiserad på nervsjukdomar och allmän psykiatri.
Norell var också verksam som konstnär och framställde skulpterade kärl i keramik och höll sin första utställning 1969 på Hantverket i Stockholm. Hennes figurkärl var inledningsvis glaserade, men senare i regel oglaserade, och uppvisade poetiska former, ofta med statuarisk enkelhet. Hon tilldelades stipendium av Deverthska kulturstiftelsen 1989.
Dagmar Norell var dotter till möbelfabrikören och rådmannen Johan Abraham Norell och Ida Jonsson. Hon var från 1978 till makens död gift med konstkritikern Eugen Wretholm (1911–1982).